# Hussards de Hompesch
Les hussards de Hompesch sont un corps de hussards au service de l'Angleterre, levé pendant la Révolution française constitué en grande partie par des émigrés français.

## Création et différentes dénominations
- 27 février 1794 : Le corps est créé par le baron de Charles de Hompesch-Bolheim, colonel prussien pour le service britannique et à sa solde : il devait comprendre un état-major et 3 escadrons de chacun 3 officiers et 81 hussards : au total 765 hommes.
- le régiment est parfois désigné sous sa dénomination dans l'armée britannique : Hompesch's hussars. Le recrutement est assuré par des déserteurs allemands, autrichiens et des émigrés français.
- 19 août 1794 : les hussards de Hompesch rejoignent l'armée du général duc d'York à Oosterhout. Il n'est alors composé de 13 officiers et 215 hommes.
- 14 septembre 1794, combat de Boxtel où les hussards de Hompesch sont entraînés dans la déroute de l'armée anglo-hollandaise.
- janvier 1795 : le régiment se replie avec l'armée anglo-hollandaise sur le Hanovre.
- 6 décembre 1795 : le régiment est déplacé vers l'île de Wight où il sera passé en revue par le prince de Galles.
- 10 mars 1796 : embarquement pour Saint-Domingue de 32 officiers et 996 hommes.
- juillet/août 1796 : débarquement à Saint Domingue
- 1er décembre 1796 : l'effectif du régiment tombe à 560 hommes
- mai 1797 : l'effectif est réduit à 318 hommes
- octobre 1797 : 9 soldats sur 10 meurent dans les Antilles, les survivants, rapatriés en Angleterre sont licenciés au début de 1798.

## Uniforme
Shako rouge, collet rouge, dolman vert, pelisse verte, parements rouges, tresse blanche, culotte rouge.

## Source
- Vicomte Grouvel, Les corps de troupe de l'émigration française (1789-1815), tome 1, service de la Grande-Bretagne et des Pays-Bas. Paris, Ed. de la Sabretache, 1957
- Les Hussards français, Tome 1, De l'Ancien régime à l'Empire, édition Histoire et collection